# Bílá louka

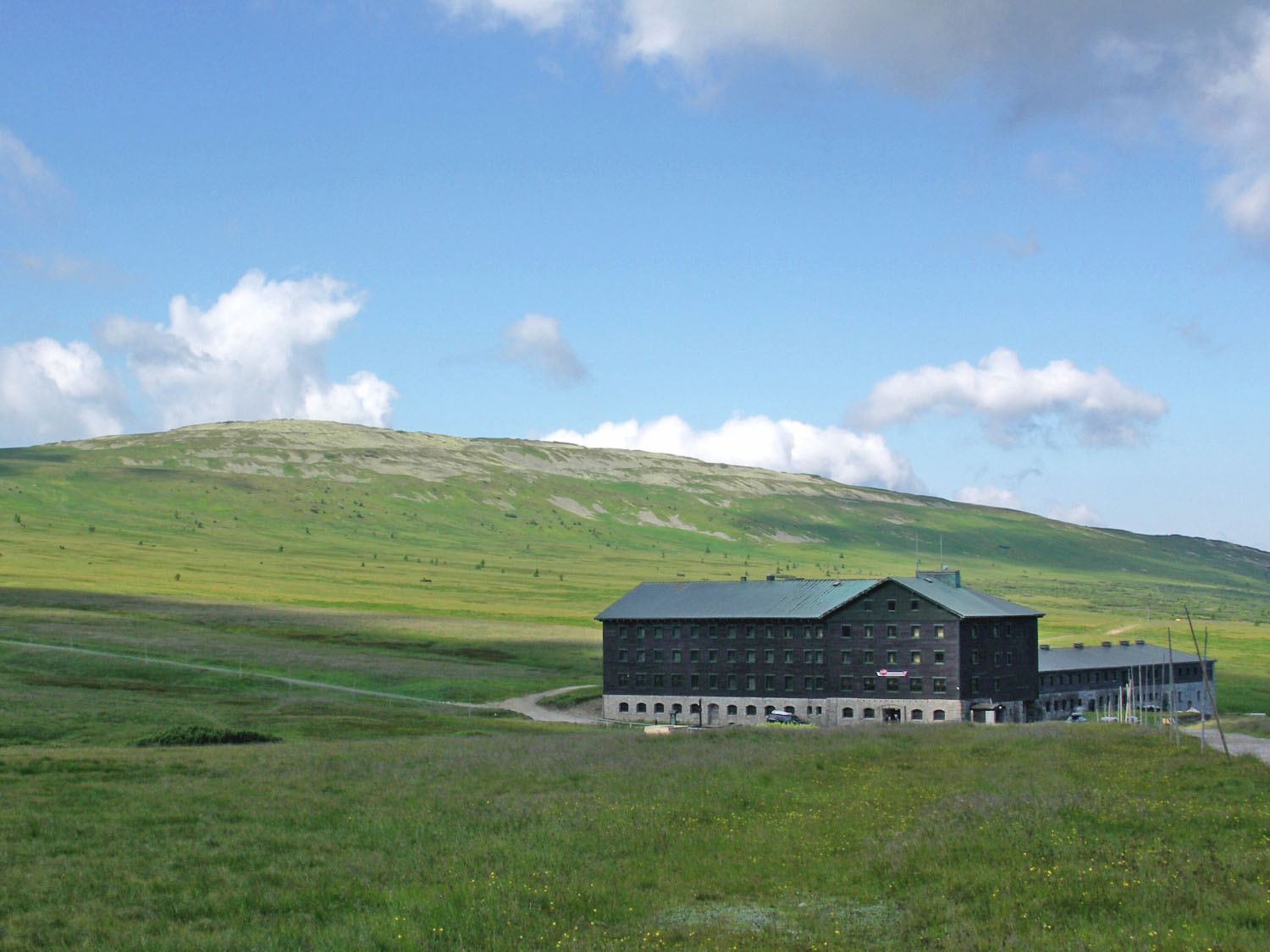
Luční bouda

Bílá louka (německy Weisse Wiese) je pláň mezi Luční horou, Studniční horou a Hraničním hřebenem v Krkonoších. Uprostřed stojí Luční bouda, kolem které vede červeně značená turistická stezka od Výrovky přes vyhořelou Rennerovu boudu, ze které se dochovaly základy, až do Svatého Petra, dále také modrá turistická značka z údolí Bílého Labe přes bývalou Obří boudu na Sněžku a trasa NS Krkonošská tundra. Nedaleko se nachází Rennerova studánka a na východ od lokality se rozprostírá Úpské rašeliniště. Na Bílé louce je místy možno vidět rostoucí kosodřeviny, ovšem převahu zde má tráva smilka tuhá.

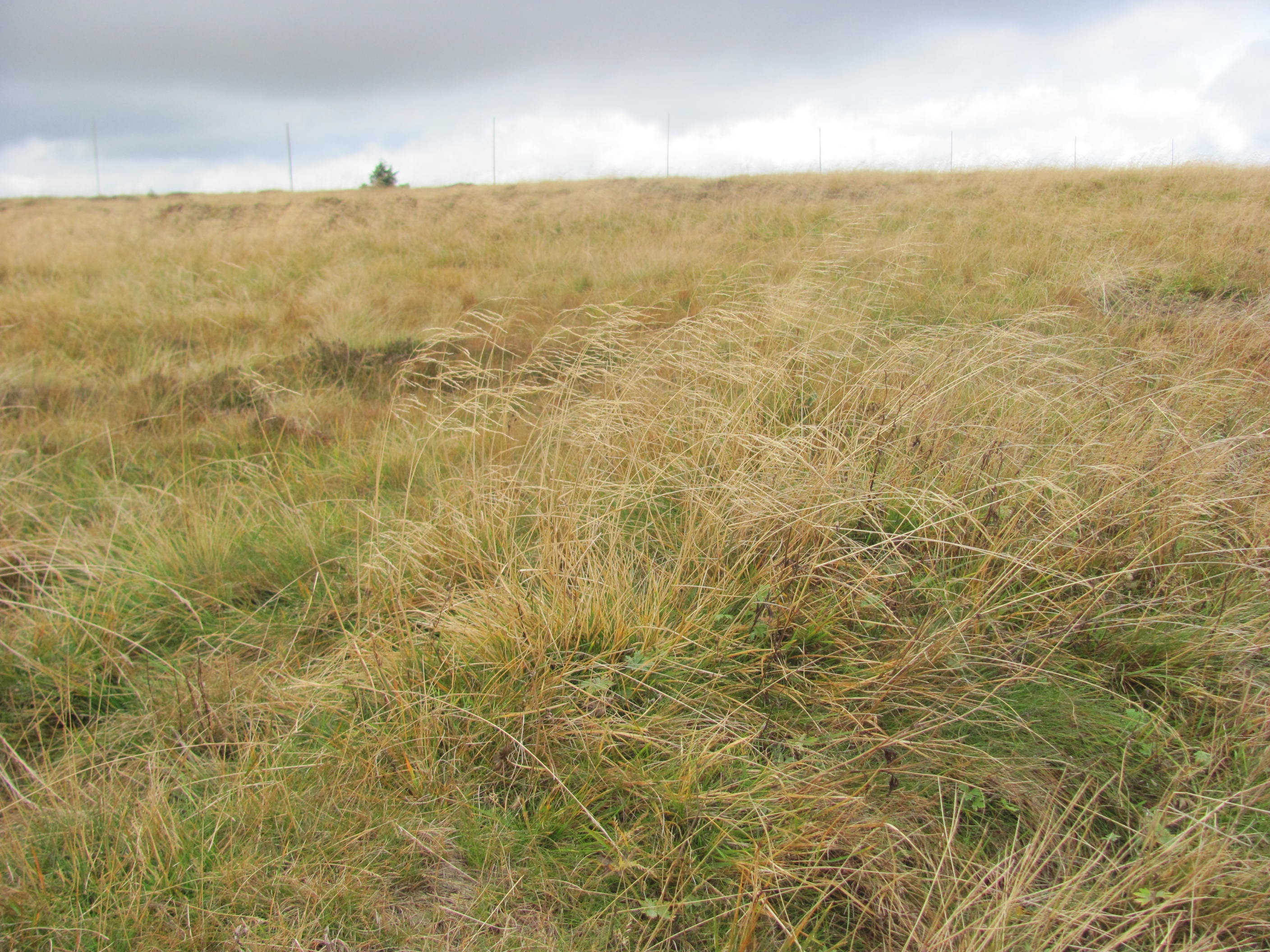
Travní porosty na Bílé louce

## Československé opevnění
Díky přísné ochraně přírody a zákazu vstupu mimo značené cesty se na Bílé louce dochovaly na území České republiky jedinečné pozůstatky z období výstavby československého opevnění z roku 1938. Jednak se jedná o pozůstatky výkopů a dalších stavebních prací na prvním sledu lehkého opevnění vzor 37 a dvojice pěchotních srubů a dále pozůstatky polního opevnění vybudovaného jako operativní náhrada za nedokončené opevnění permanentní. V sedle Studniční a Luční hory se nachází dokončený druhý sled lehkého opevnění vz. 37 sestávající z pěti objektů, přičemž nejzápadnější z nich je nejvýše postaveným objektem československého opevnění vůbec. V horní části louky ve stavu Luční hory se mezi lety 1937 a 1938 nacházela horní stanice nákladní lanovky Pec pod Sněžkou – Luční hora.